# Жрноваць
Жрноваць (хорв. Žrnovac) — населений пункт у Хорватії, у Приморсько-Горанській жупанії у складі громади Скрад.

## Населення
Населення за даними перепису 2011 року становило 20 осіб.
Динаміка чисельності населення поселення: